# Julie Goldman
Pour les articles homonymes, voir Goldman.
Julie Goldman, née à Boston dans le Massachusetts, est une actrice, réalisatrice, scénariste et musicienne américaine.

## Biographie
Julie Goldman est ouvertement lesbienne. En 2017, elle est l'une des têtes d'affiche du festival lesbien californien, le Dinah Shore.

## Filmographie

### Actrice
- 2002 : The Sopranos (série télévisée) : Saskia Kupferberg
- 2003 : Butch in the City (court métrage) : Terry Madshaw
- 2004 : Imx Show (série télévisée) : elle-même
- 2004 : My Coolest Years (mini-série documentaire)
- 2005 : The D Word : Drea McClay
- 2006 : Mom : Linda
- 2007 : Out at the Wedding : Grace
- 2007 : Lesbian Sex and Sexuality (mini-série documentaire) : elle-même
- 2007 : Live at Gotham (série télévisée) : elle-même
- 2008 : Happy Birthday (court métrage) : Hannah
- 2008 : Brunch with Bridget (série télévisée) : Julie Goldman
- 2008 : New Now Next Awards (spécial TV) : elle-même
- 2009 : One Night Stand Up (série télévisée) : elle-même
- 2009 : Tools 4 Fools (court métrage) : la colporteuse
- 2010 : Julie & Brandy: In Your Box Office (série télévisée) : Julie
- 2010 : The 2010 VH1 Do Something Awards (spécial TV) : elle-même
- 2006-2010 : The Big Gay Sketch Show (en) (série télévisée)
- 2011 : Pride Comedy Jam (téléfilm) : elle-même
- 2011 : RuPaul's Drag U (en) (série télévisée) : elle-même
- 2011 : Second City This Week (série télévisée) : l'invitée célèbre
- 2011 : Bones (série télévisée) : Tina Winston
- 2012 : Best Friends Forever (série télévisée) : lieutenant Rita Newby
- 2012 : The New Normal (série télévisée) : la mère lesbienne
- 2012 : Weeds (série télévisée) : Chris
- 2012 : Romneggedon (mini-série) : Mish
- 2012 : Love or Whatever : Hazel Blue
- 2012 : DTLA (série télévisée) : Gwen, la videuse
- 2013 : Gay Street Therapy (série télévisée) : elle-même
- 2013 : Happy Endings (série télévisée) : la patronne du bar
- 2013 : The Neighbors (mini-série) : Sam
- 2013 : Roomies (série télévisée) : Sam
- 2013 : Julie Goldman: Lady Gentleman : Julie Goldman
- 2014 : Watch What Happens: Live (série télévisée) : barmaid
- 2014 : First Murder (série télévisée) : Bailiff
- 2014 : Untold : Joey
- 2014 : The Mindy Project (série télévisée) : Deborah
- 2014 : Faking It (série télévisée) : Ace
- 2014 : The Soup (série télévisée) : elle-même
- 2013-2014 : The People's Couch (en) (mini-série) : elle-même
- 2015 : Vanderpump Rules After Show (série télévisée) : elle-même
- 2015 : Funny Girls (série télévisée) : elle-même
- 2015 : Vanderpump Rules After Show (série télévisée)
- 2015 : Angelino Heights (série télévisée) : Jack
- 2016 : Gay Skit Happens (série télévisée)
- 2014-2016 : The People's Couch (mini-série)

### Scénariste
- 2003 : Butch in the City (court métrage)
- 2008 : Happy Birthday (court métrage)
- 2010 : Julie & Brandy: In Your Box Office (série télévisée)
- 2012 : Fashion Police (série télévisée)
- 2013 : Julie Goldman: Lady Gentleman

### Productrice
- 2010 : Julie & Brandy: In Your Box Office (série télévisée)
- 2015 : Funny Girls (série télévisée)